# Tetrapedia fuliginosa
Tetrapedia fuliginosa är en biart som beskrevs av Heinrich Friese 1925. Tetrapedia fuliginosa ingår i släktet Tetrapedia och familjen långtungebin. Inga underarter finns listade i Catalogue of Life.